# 최동수 (축구 선수)
최동수(崔東秀, 1985년 1월 29일~)는 대한민국의 은퇴한 남자 축구 선수로, 포지션은 공격수였다